# 桐木镇 (中方县)
桐木镇，是中华人民共和国湖南省怀化市中方县下辖的一个乡镇级行政单位。

## 行政区划
桐木镇下辖以下地区：
宝塔社区、芒冬溪村、黄家湾村、黄松坳村、桐木村、桐坪村、宋信村、宝寨村、半界村、楠木铺村、上丰坡村、下丰坡村和大松坡村。